# Aphonopelma behlei
Aphonopelma behlei är en spindelart som beskrevs av Chamberlin 1940. Aphonopelma behlei ingår i släktet Aphonopelma och familjen fågelspindlar. Inga underarter finns listade i Catalogue of Life.

## Bildgalleri

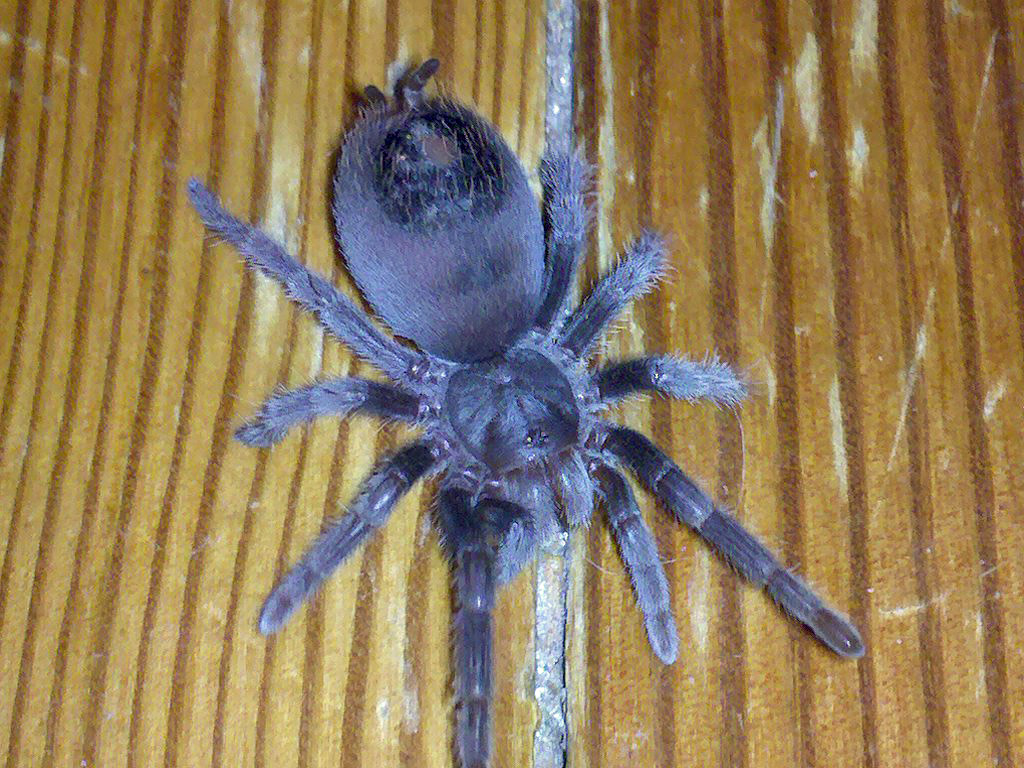